# Mastoplàstia de reducció
La mastoplàstia de reducció o mamoplàstia de reducció és el procediment de cirurgia plàstica per reduir la mida d'uns pits grans (una reducció mamària). Com a mastoplàstia, l'objectiu és establir un bust estèticament proporcionat per a la dona, on la consideració correctiva crítica és la viabilitat dels teixits del complex mugró-arèola i així garantir-ne la sensibilitat funcional durant l'alletament. Les indicacions per a la cirurgia de reducció de mama són tres: física, estètica i psicològica: la restauració del bust, de la imatge de si mateixa de la dona i de la seva salut mental.
En la pràctica correctiva, les tècniques quirúrgiques de la mastoplàstia de reducció també s'apliquen a la mastopèxia (elevació mamària).